# Bulbophyllum globulosum
Bulbophyllum globulosum är en orkidéart som först beskrevs av Henry Nicholas Ridley, och fick sitt nu gällande namn av André Schuiteman och De Vogel. Bulbophyllum globulosum ingår i släktet Bulbophyllum och familjen orkidéer. Inga underarter finns listade i Catalogue of Life.